# كنيسة القديسة مريم والقديس كيرلس القبطية الأرثوذكسية
تقع كنيسة القديس بولس في ديربي لين، ستوني كروفت، ليفربول، إنجلترا. سجلت في قائمة التراث الوطني لإنجلترا كدرجة ثانية لمبنى مدرج. صممت من قبل جايلز جيلبرت سكوت، الذي صمم أيضًا كاتدرائية ليفربول الأنجليكانية.
في عام 2016 إغلق المبنى بهدف بيعه للكنيسة القبطية الأرثوذكسية. كانت متحدة مع كنيسة القديسة حنة، ستانلي.

## تاريخ

### كنيسة إنجلترا
بنيت الكنيسة بين عامي 1913 و 1916، ودفع ثمنها دوجلاس هورسفال. رممت الكنيسة ثلاث مرات؛ في عام 1955 وفي عام 1972 وفي عام 1998 - 2013.

### الكنيسة القبطية الأرثوذكسية
في عام 2016، تم بيع المبنى لأبرشية الأقباط الأرثوذكس في ميدلاندز وهي الآن كنيسة القديسة مريم والقديس كيرلس القبطية الأرثوذكسية.

## بناء الكنيسة

### الكنيسة من الخارج
بنيت كنيسة القديس بولس بنواة خرسانية، مبطنة داخليًا وخارجيًا بالطوب. يتألف المبني من صحن الكنيسة ومذبح دون تقسيم وممرات شمالية وجنوبية، ومنارة كبيرة. المنارة لها أقواس على كل جانب وتحتوي على فتحات للجرس علي شكل واي. على قمة المنارة سقف هرمي الشكل. والزاوية جنوب شرق المنارة يحتوي على سلم مائل يعلوه قمة. في الطرف الغربي توجد ثلاث نوافذ مُبرمة في فجوة مقوسة؛ يحيط به من كل جانب رواق. يحتوي كل جناح على جملون، ويحتوي على نوافذ مماثلة لتلك الموجودة في الطرف الغربي. الجدار الشرقي فارغ، وهناك أربعة نوافذ مضيئة في الجدران الشمالية والجنوبية للمذبح. الممرات لها نوافذ وردية.

### الكنيسة من الداخل
الجزء الداخلي للكنيسة به ثلاث خلجان، كل منها به قبو مربّع، متصل ببعضه البعض بواسطة عقادة مدببة. تؤدي الدرجات إلى المذبح، الذي يحتوي جناحه الجنوبي على كنيسة صغيرة، والشمال يحتوي على دور علوي وأرغن.  يحتوي جدار المذبح المنخفض على منبر في كل طرف. تم بناء الأرغن الأنبوبي اليدوي في عام 1916 بواسطة رشورث ودريابير بتكلفة حوالي 1000 جنيه إسترليني (66599). يعود تاريخ الأرغن إلى القرن الثامن عشر وكانت في الأصل في كنيسة القديس بولس السابق التي هدمت. زُخرف بالنحتبو بواسطة جرينلينج جيب. الفي ال بها أجاسان، نقلوا أيضًا إلى كنيسة القديس مولس السابقة القديس القديم بول. يعود تاريخ الجرس الأقدم إلى عام 1775، وصب الجرس في عام 1861.

## روابط خارجية
- كنيسة القديسة مريم والقديس كيرلس القبطية الأرثوذكسية